# Рача (Братислава)
Рача (слч. Rača) је градска четврт Братиславе, у округу Братислава III, у Братиславском крају, Словачка Република.

## Становништво
Према подацима о броју становника из 2011. године градско насеље је имало 19.814 становника.

## Познате особе
- Јан Шебела (*1907 – † 1992), СДБ, римокатолички свештеник, присиљен емигрирати због религије.[3]